# يمين متطرف

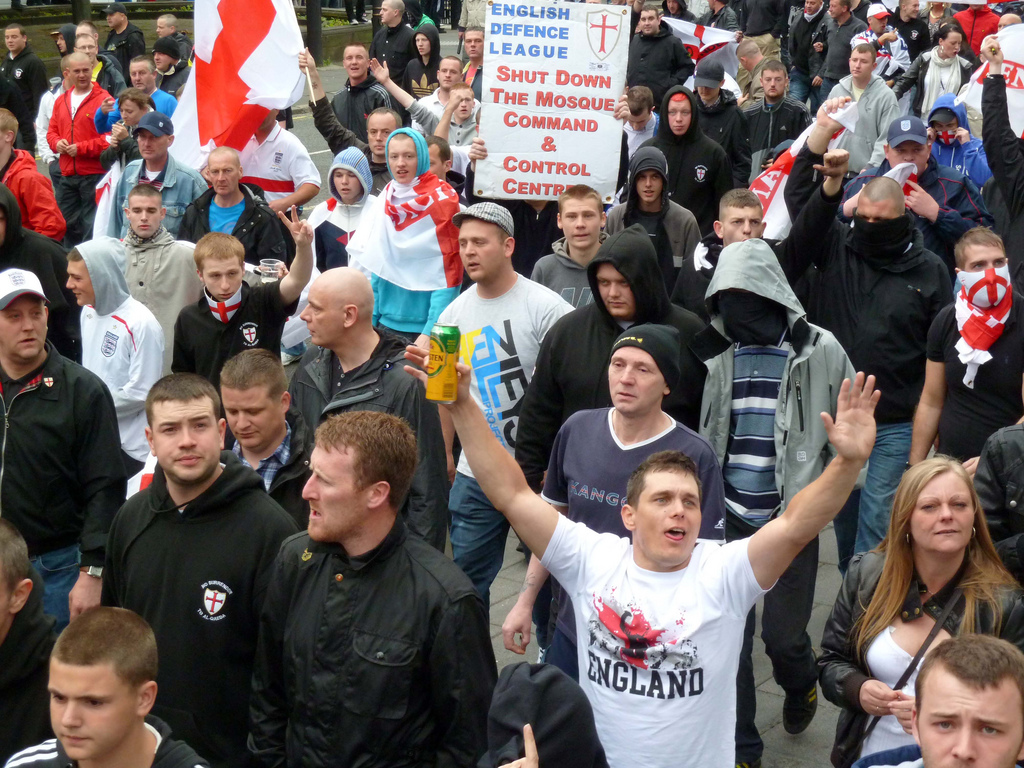
رابطة الدفاع الإنجليزية

اليمين المتطرف مصطلح سياسي يطلق على التيارات والأحزاب السياسية لوصف موقعها ضمن محيطها السياسي، ويطلق المراقبون السياسيون هذا المصطلح على الكتل والأحزاب السياسية التي لا يمكن اعتبارها من ضمن جماعات اليمين السياسية التقليدية التي تدعو إلى حماية التقاليد والأعراف داخل المجتمع، ويكمن الاختلاف الوحيد بين جماعات اليمين التقليدية أو المعتدلة وبين المتطرفة أن الأخيرة تدعو إلى التدخل القسري واستخدام العنف واستعمال السلاح لفرض التقاليد والقيم، ولذلك عادة ما ترفض تلك التيارات هذا النعت لأنها تزعم أنها تمثل الاتجاه العام وتنقل صوت الأغلبية.

## تعريف
يمثل مبدأ العدوانية صميم نظرة أقصى اليمين للعالم، وهو الاعتقاد القائل بأن المجتمع يسلك سلوك كائن حي مكتمل ومنظم ومتجانس. يرغب أنصار أقصى اليمين إذاً في تطبيق تلك الفكرة على المجتمعات عن طريق بناء أو إعادة بناء المجتمع على أساس الإثنية أو الجنسية أو الدين أو العرق، ويقودهم هذا المفهوم إلى رفض جميع أشكال الكونية في صالح حب الذات وامتعاض الغير، أو بعبارة أخرى إضفاء صفة المثالية على الذوات (نحن) مع إقصاء الغير (هم). ويميل اليمين المتطرف إلى التعبير عن الفوارق بين الأمم والأعراق والأفراد والثقافات بصورة مطلقة نظراً إلى أنها تحول دون أحلامهم الطوباوية بإنشاء مجتمع عضواني متصل بطبيعته شبه الخالدة وقائم على أسس ميتافيزيقية صلبة. يرى أنصار اليمين المتطرف أن مجتمعاتهم في حالة اضمحلال متواصل بسبب النخبة الحاكمة، ويصورون أنفسهم على أنهم يشكلون النخبة البديلة التي تتحلى بالرصانة والعقلانية دوناً عن غيرهم، والمهمة التي يكرسون لها حياتهم هي إنقاذ المجتمع من الهلاك المُنتظر. يرى هؤلاء أنه لا بد من التخلي عن النظام السياسي الحالي أو تطهيره من القذارة حتى ينجو «المجتمع الفدائي» من طور الكارثة الحدية ويفسح المجال لعصر جديد. ويروج هؤلاء لصورة مثالية عن المجتمع من خلال أنماط بدائية (مثل العصر الذهبي، والمُخلص، والانحطاط، والمؤامرات العالمية)، ويعظمون القيم اللاعقلانية غير المادية مثل الشباب وثقافة الماضي.
وصف عالم السياسة كاس مود أفكار اليمين المتطرف بأنها توليفة من أربعة مفاهيم عمومية، ألا وهي: الإقصاء (المتمثل في العنصرية ورهاب الأجانب والاستعلاء العرقي والتعددية العرقية)، والسمات المعادية للديمقراطية والفردية (بما يشمل عبادة الشخصية، والهرمية، والأحادية، والشعبوية، ومعاداة التحزب، ورؤية الدولة من منظور عضوي)، ونظام القيم التقليدية الذي يتحسر على غياب إطارات التاريخ المرجعية (بما يشمل قيم النظام والقانون، والعائلة، والإثنية، والمجتمع اللغوي والديني، والوطن إلى جانب البيئة الطبيعية)، وأخيرًا الإيمان ببرنامج اقتصادي اجتماعي يتبنى مبادئ النقابوية، وتحكم الدولة ببعض القطاعات، والإصلاح الزراعي، والاعتقاد بحرية تأثير قوى السوق الداروينية الاجتماعية بدرجات متفاوتة. ومن هذا المنطلق يقترح مود تقسيم سديم اليمين المتطرف إلى ميول معتدلة وميول متطرفة على حسب مدى توافقها مع مبادئ الإقصاء والماهوية.
تنطوي سياسات أقصى اليمين –على سبيل المثال لا الحصر– على عدة جوانب من السلطوية، معاداة الشيوعية، والأهلانية. وفي العادة تقترن الدعاوي القائلة بأن الأقوام المتفوقة يجب أن تحصل على حقوق أكبر من الأقوام الدنيا باليمين المتطرف نظراً إلى أن أنصاره كانوا وما زالوا يؤثرون نظام الهرمية الداروينية أو النخبوية من منطلق الاعتقاد بمشروعية حكم الأقلية السامية على الجماهير الدنيا.

## عوامل انتشار اليمين المتطرف
منها: انهيار الاتحاد السوفيتي فظهرت من صلبه مجموعة من الدويلات التفتت إلى أصولها العرقية، وأيضا اندماج الدول الأوروبية في الاتحاد الأوروبي وهذا الأمر أشعل اهتمام الأوروبيين بأصولهم القومية كل دولة على حدة، كما أن انتشار البطالة في أوروبا والركود الاقتصادي الذي تعرفه بين الفينة والأخرى إضافة إلى الأزمة الاقتصادية العالمية جعلت الأوروبيين ينظرون بعين الريبة إلى الأجانب الذين يرون فيهم مزاحمين على الوظائف وخاصة المسلمين منهم، وانطلاقا من هنا ظهرت دعوات إلى كبح جماح الهجرة والتضييق على المهاجرين، بل أصبحت ردود الأفعال العدائية تجاه المسلمين برنامجا انتخابيا لدى بعض الأحزاب اليمينية الأوروبية 

## اليمين المتطرف في أوروبا
في عام 2008 أعلنت أحزاب من اليمين المتطرف من دول أوروبية في مدينة أنفير البلجيكية تأسيس منظمة جديدة تهدف إلى مكافحة ما أسمته بـ«الأسلمة» في أوروبا.
وقدمت المنظمة الجديدة واسمها «المدن ضد الأسلمة» للصحافيين، رئيس حزب «المصلحة الفلامنكية» فيليب ديوينتر ورئيس حزب «إف. بي. أو» النمساوي هاينز كريستيان ستراسي ورئيس حركة «الزاس ابور» الإقليمية الفرنسية روبرت سبيلر.
وشارك أيضًا في إطلاق المنظمة ممثلون للحزب اليميني الألماني «داي ريبوبليكانر» والحزب الوطني البريطاني ولأحزاب إيطالية ودنماركية.
وقال المسئول في حزب «المصلحة الفلامنكية» برت ديبي: «يجب وقف افتتاح مساجد في مدن مثل أنفير. يجب وقف وصول مسلمين وعلى المتاجر الإسلامية أن تحترم القانون البلجيكي على صعيد جرين الصحة أو القوانين الاجتماعية، وإلا فلتغلق أبوابها».وأشار إلى أن تحركات مماثلة ستنظم خلال الأشهر المقبلة في روتردام (هولندا) وباريس ولندن ومدريد.

### فرنسا
هو توجه سياسي فرنسي ممثل بحزب الجبهة الوطنية ذو الإتجاه المعادي للمهاجرين وكل ما لا يدعم الثقافة العامة الفرنسية. شكل الحزب قائدة السابق جان ماري لوبان وهو الذي احتل المرتبة الثانية في الانتخابات الفرنسية مع الرئيس السابق جاك شيراك. يترأس الحزب في الفترة الحالية مارين لوبان خلفا لوالدها مؤسس الحزب، وهي تقود لواء حزبها وكل المنظمات «مثال: النازيين الجدد» الداعية لعداء الاجانب والمنحدرين من الثقافات الإسلامية والشرق أوسطية.

### إيطاليا
اتجاه سياسي ورث النظريات الفاشية للفاشيين القدامى بزعامة موسوليني لم يسجل له أي تدخل في الشؤون السياسية لإيطاليا.

### هولندا
طالب «خيرت فيلدرز» – رئيس حزب الحرية اليميني الهولندي المتطرف – الحكومات الأوروبية بحصر عدد المسلمين في أوروبا، وأعلن أن التزايد السريع في أعداد المسلمين في «هولندا» ودول الاتحاد الأوروبي يبعث على القلق الكبير. وقدم مذكرة بذلك إلى الحكومات الأوروبية بوصفه عضوًا في البرلمان الأوروبي مطالبًا بسرعة وضرورة الاستجابة. وطالبت هذه المذكرة الحكومات الأوروبية بالإفصاح عن العدد الحقيقي للمسلمين في الوقت الحاضر، وكذلك إعطاء التوقعات المتعلقة بالسنوات القادمة، وتساءل عن الاحتياطات التي تفكر الحكومات في اتخاذها في مواجهة زيادة عدد السكان المسلمين.

### الدنمارك
- في عام 2020، وتحت عنوان «وقف الأسلمة»، حاول حزب الشعب الدنماركي المتطرف الدفع بـ14 مقترحاً بشأن مسلمي البلد. للمصادقة عليها، بحجة «الكفاح للحفاظ على مسيحية البلد».[9] وفي المقترحات المثيرة للجدل التي طرحها رئيس الحزب، كريستيان ثولسن دال، والقيادية فيه، ماريا كاروب، يتم تحضير قضية «صهر المسلمين في المسيحية الدنماركية»، كعنوان رئيس لتبني هذا الحزب نهجاً أكثر تشدداً ومحاولته للظهور كـ«حارس للقيم والثقافة المسيحية»، في بلد لا يقيم وزناً في الأصل للمسائل الدينية في السياسة. تطرّف حزب «الشعب» في مواقفه، وصل به إلى اقتراح قضايا تتجاوز سياسات وخطاب أقصى اليمين المتطرّف في دول أوروبية أخرى. ومن بين أكثر المقترحات إثارة للجدل، «لا تحلم أن تحصل على جنسية دنماركية إذا لم تتزوج دنماركي/ة».[9]

- أيضاً زعيم حزب هارد لاين اليميني المتطرف راسموس بالودان والذي أسَّسهُ عام 2017، أعربَ في وقتٍ ما عن رغبته في حظر الإسلام في الدنمارك،[10] وترحيل جميع المسلمين من البلاد من أجل الحفاظ على مجتمعهم العرقي كما ورد.[10]

## أسيا

### إسرائيل
اليمين المتطرف في إسرائيل قوي الشعبية وذو توجه نازي ويدعو صراحة إلى عدم التسامح مع العرب والمسلمين وقتلهم فضلاً عن إبادتهم جماعياً وممارسة التطهير العرقي ضدهم، كما يدعو إلى قتل الأطفال وتشبيه المسلمين بالثعابين، ومن أبرز المتنفذين في اليمين المتطرف الإسرائيلي وزير الأمن القومي الحالي إيتمار بن غفير ووزير المالية الحالي بتسلئيل سموتريتش ووزير التراث الحالي عميحاي إلياهو والحاخام يعكوف يوسف[بحاجة لمصدر]
خلال عدوان الإحتلال الصهيوني على قطاع غزة 2023 حرض وزير التراث الإسرائيلي عميحاي إلياهو على استخدام السلاح النووي على قطاع غزة، ما أثار حفيظة المنتظم الدولي من بينها الاحتلال الإسرائيلي الذي لطالما أنكر إمتلاكه للسلاح النووي. في وقت لاحق تراجع الوزير الإسرائيلي التابع لليمين المتشدد عميحاي إلياهو عن كلامه معربًا أنها كانت "مجرد تشبيه مجازي".

## جماعات يمينية
في ألمانيا يعتبر النازيون من جماعات الضغط اليميني وفي إيطاليا يعتبر
الفاشيون من الأقطاب اليمينية كما تعتبر كذلك الأحزاب الدينية من أجنحة اليمين وفي المجمل يمكن وصف الكتل السياسية المحافظة على أنها يمينية بينما تطلق اليسارية على الجماعات المتحررة والثورية